# River Hills
River Hills est un village du comté de Milwaukee, dans l'État du Wisconsin, aux États-Unis. En 2020, il comptait une population de 1 602 habitants.